# Saint-Romain-d'Ay
Saint-Romain-d'Ay is een gemeente in het Franse departement Ardèche (regio Auvergne-Rhône-Alpes) en telt 775 inwoners (1999). De plaats maakt deel uit van het arrondissement Tournon-sur-Rhône.

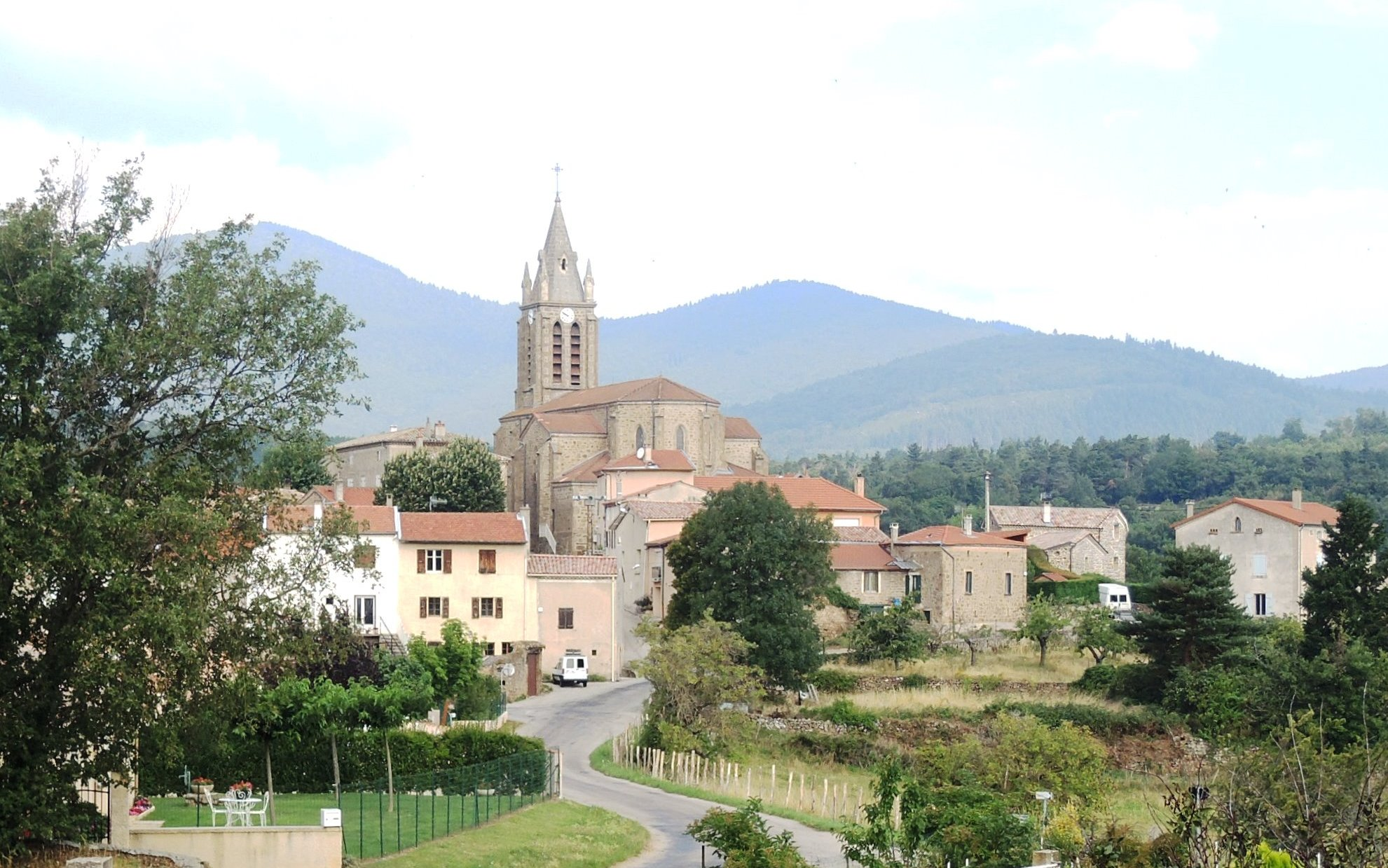
Saint-Romain-d'Ay
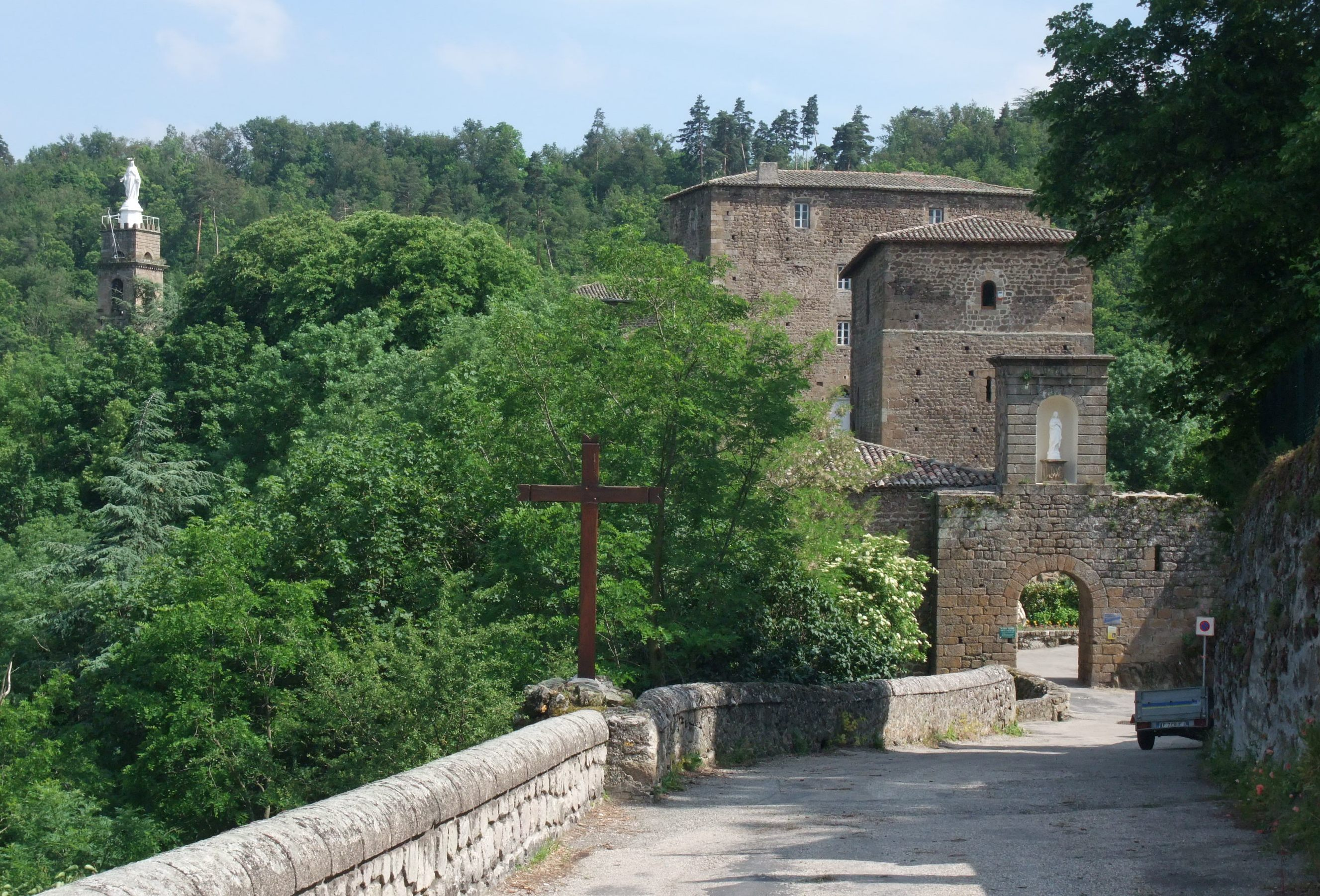
Saint-Romain-d'Ay
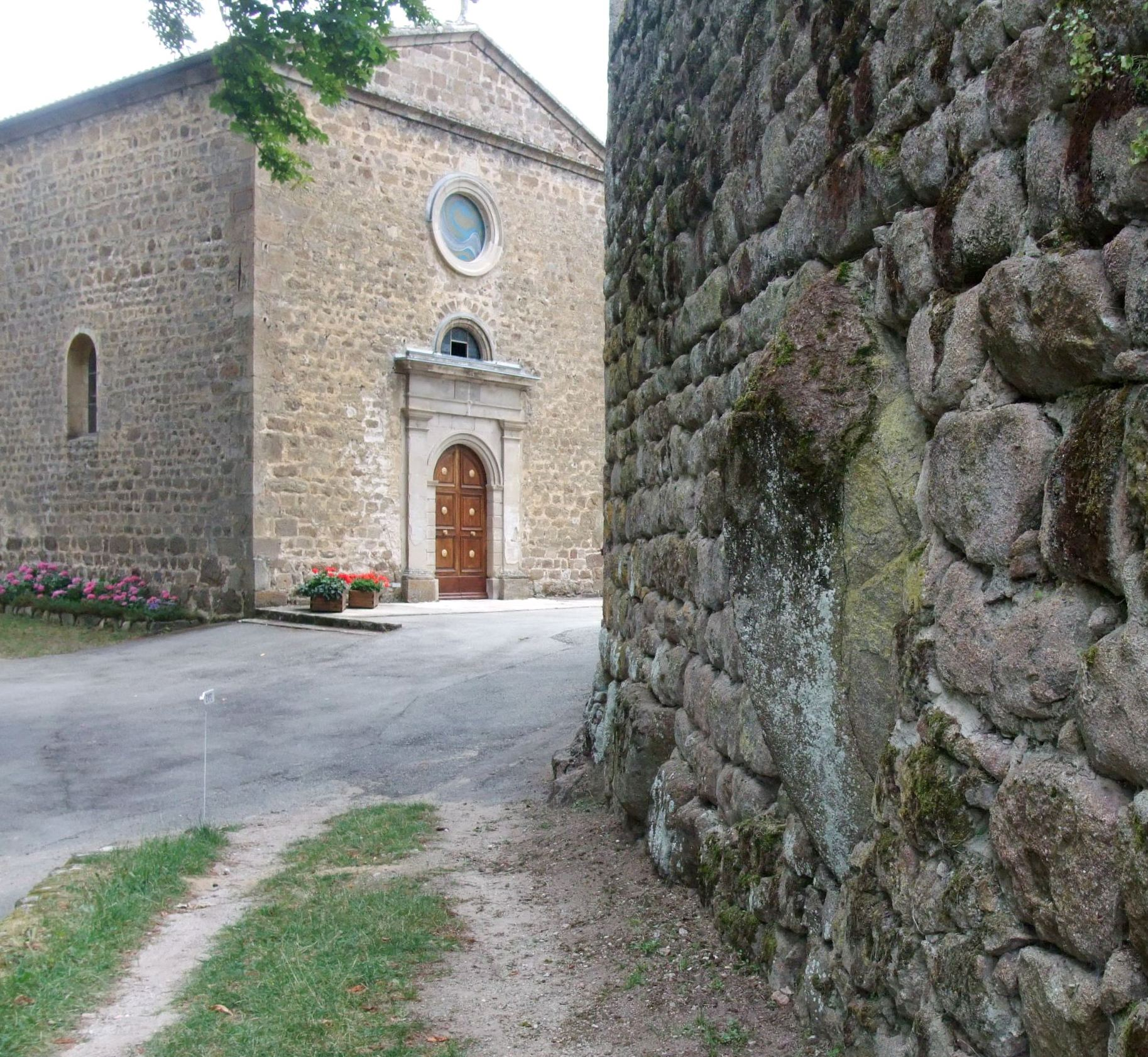
Zicht op de kerk van Saint-Romain-d'Ay
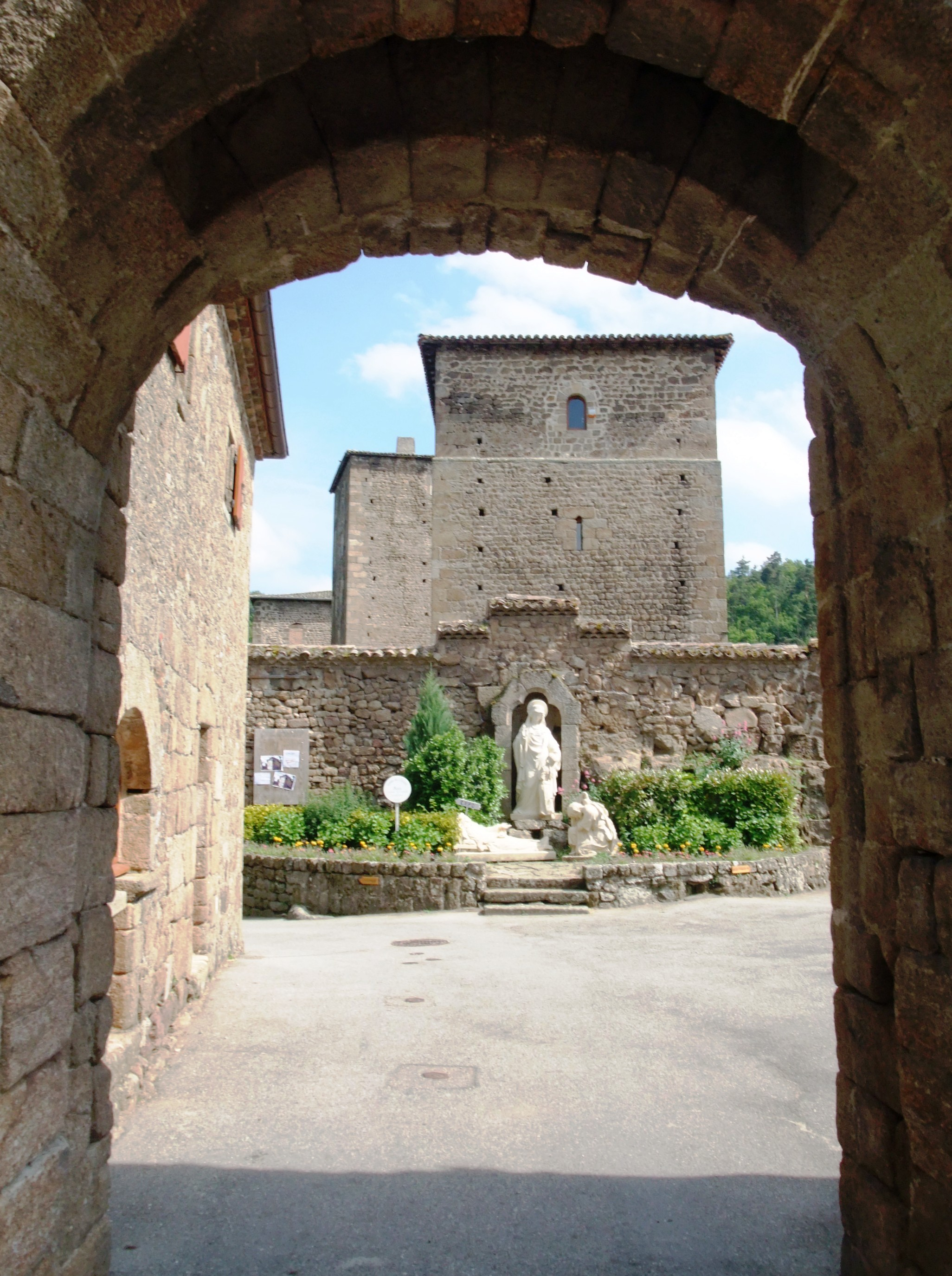
Plein in Saint-Romain-d'Ay

## Geografie
De oppervlakte van Saint-Romain-d'Ay bedraagt 9,3 km², de bevolkingsdichtheid is 83,3 inwoners per km².

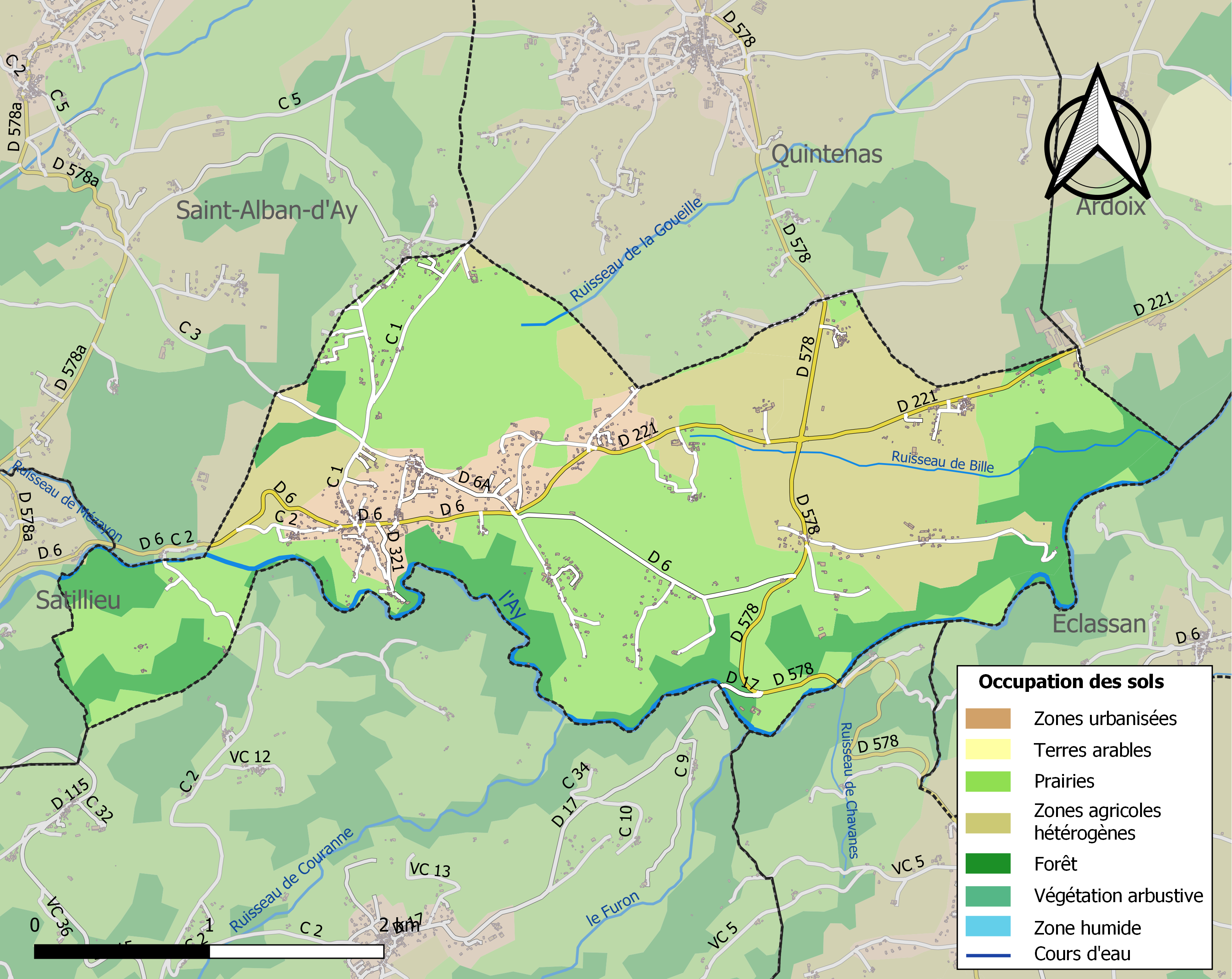
Kaart van de gemeente met belangrijkste infrastructuur, bodemgebruik en omliggende gemeenten

## Demografie
Onderstaande figuur toont het verloop van het inwonertal (bron: INSEE-tellingen).
Vanwege een beveiligingsprobleem met de MediaWiki Graph-software is het momenteel niet mogelijk deze grafiek weer te geven. Zodra de software is bijgewerkt zal de grafiek vanzelf weer zichtbaar worden.